# Union des sociétés françaises de sports athlétiques

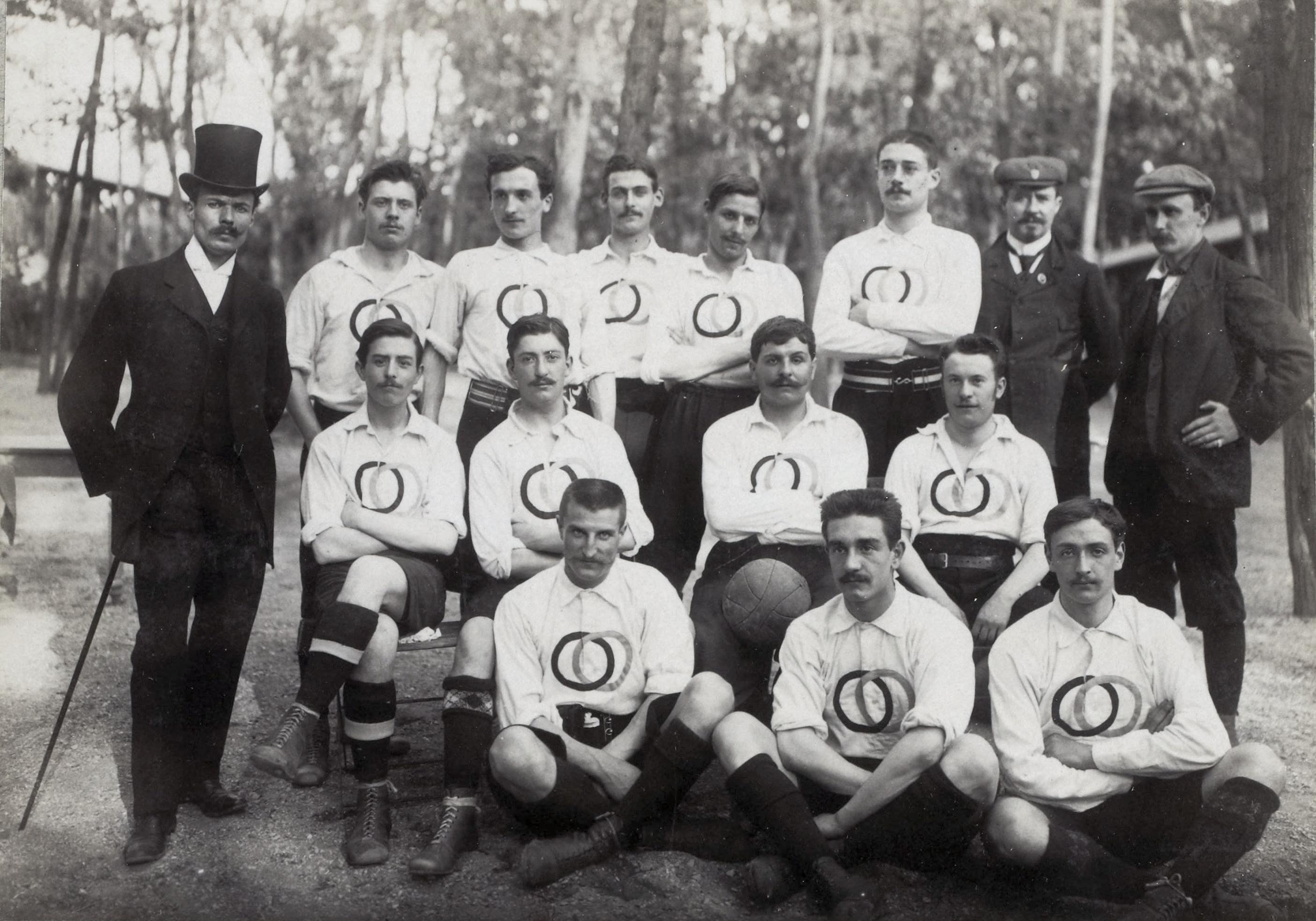
La nazionale di calcio della Francia con il distintivo USFSA durante i Giochi della II Olimpiade.

L'Union des sociétés françaises de sports athlétiques o USFSA (in francese Unione delle società francesi degli sport atletici) fu una federazione sportiva francese, fondata il 20 novembre 1887 a Parigi.
Fondata con il nome di Union des sociétés françaises de courses à pied, questa fu all'inizio una federazione di atletica leggera, ma dal 1889 si aprì ad altri sport come l'hockey su prato, il nuoto, il rugby a 15 e la scherma. Il calcio venne riconosciuto nel 1894.
In origine, l'USFSA ammetteva solo le società che esistevano da almeno un anno e che avevano almeno 25 membri; queste erano 7 sette nel 1890 e 50 nel 1892, la maggior parte dei club scolastici. Il loro numero crebbe a 350 nel 1903 e 1.700 nel 1913.
L'USFSA fu alla base della rinascita dei giochi olimpici nel 1896. Era molto sensibile alle problematiche del dilettantismo, a differenza di altre associazioni francesi esistenti allora, e fu anche alla base dell'istituzione della FIFA nel 1904.
Questa federazione polisportiva cessò di esistere alla fine della prima guerra mondiale (1919-1920)